# Comune di Langebæk
Il comune di Langebæk fino al 1º gennaio 2007 è stato un comune danese situato nella contea dello Storstrøm, il comune aveva una popolazione di 6 340 abitanti (2006) e una superficie di 101 km². Capoluogo era la cittadina omonima.
Dal 1º gennaio 2007, con l'entrata in vigore della riforma amministrativa, il comune è stato soppresso e accorpato ai comuni di Møn e Præstø per dare luogo al riformato comune di Vordingborg compreso nella regione della Selandia.